# Louveciennes
Louveciennes er en lille fransk by i departementet Yvelines, tæt på Paris